# サン・ヴィクトールのアダン
サン・ヴィクトールのアダン あるいは アダン・ド・サン・ヴィクトール（仏 Adam de St.Victor, ? - 1146年1月）は、中世フランスの作曲家、詩人。
1107年頃からパリのノートルダム大聖堂（正しくは、現在のゴシック様式以前のロマネスク様式の聖堂）のカントル（羅 cantor 先唱者、聖歌隊長）、また1133年頃まで高位の聖職を務めた。カントルとしては「パリのマギステル・アルベルトゥス」の前任者に当たる。その後、同じパリのサン・ヴィクトール修道院へ移籍し、亡くなるまでこの修道院の修復に尽くした。
既存のセクエンツィアの旋律に合わせて多くの優れた詩（プローザ）を創作し、その『セクエンツィア集』は12世紀を代表する詩集としても知られる。